# Bajío de Cuechi
Bajío de Cuechi är en ort i Mexiko.   Den ligger i kommunen Guachochi och delstaten Chihuahua, i den nordvästra delen av landet, 1 200 km nordväst om huvudstaden Mexico City. Bajío de Cuechi ligger 2 274 meter över havet och antalet invånare är 185.
Terrängen runt Bajío de Cuechi är platt åt sydväst, men åt nordost är den kuperad. Runt Bajío de Cuechi är det mycket glesbefolkat, med 6 invånare per kvadratkilometer. Bajío de Cuechi är det största samhället i trakten. Omgivningarna runt Bajío de Cuechi är i huvudsak ett öppet busklandskap.